# Łukasz Kotarba

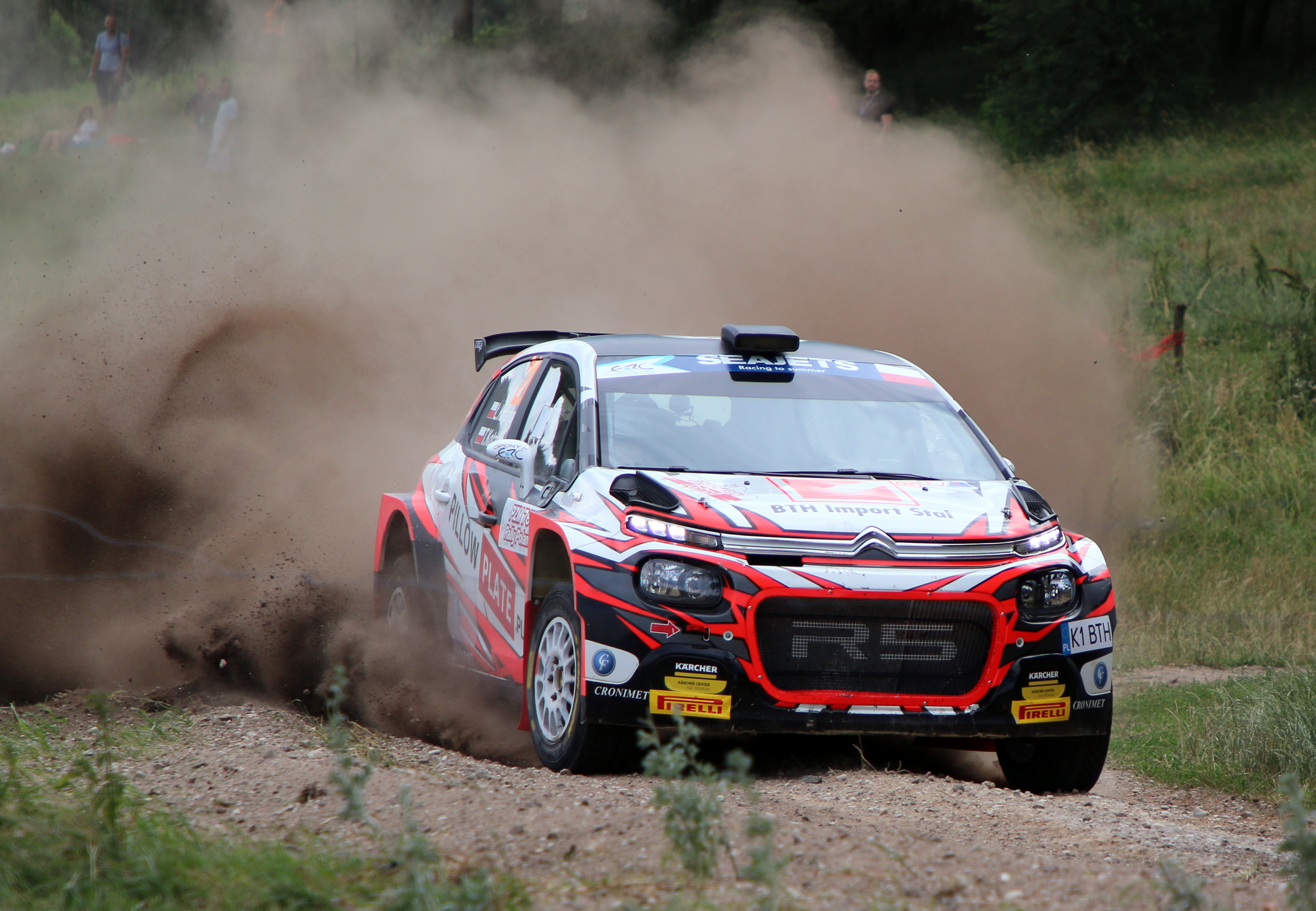
Łukasz Kotarba podczas Rajdu Polski w roku 2019

Łukasz Kotarba (ur. 10 kwietnia 1987) – polski kierowca rajdowy, drugi wicemistrz Polski w sezonie 2020.
W RSMP startuje od 2015 roku, wpierw korzystał z samochodu Mitsubishi Lancer Evo IX, potem przesiadł się do modelu Mitsubishi Lancer Evo X. W swoim pierwszym pełnym sezonie w roku 2020, który cały przejeździł autem klasy R5 - Citroën C3 R5 - zdobył trzecie miejsce w mistrzostwach Polski w klasyfikacji generalnej. Kotarba jako jedyny w tym sezonie używał samochodu tej francuskiej marki. Sukces ten zapewniła mu równa jazda we wszystkich trzech eliminacjach, w każdej z nich zajął piąte miejsce, a w ostatnim rajdzie punktował także jako czwarty kierowca na Power Stage. Łukasz od początku swoich startów rajdowych korzysta z pomocy swojego młodszego brata Tomasza Kotarby jako pilota rajdowego.